# Єралга
Єралга́ (рос. Ералга) — село у складі Стрітенського району Забайкальського краю, Росія. Входить до складу Молодовського сільського поселення.

## Населення
Населення — 35 осіб (2010; 64 у 2002).
Національний склад (станом на 2002 рік):
- росіяни — 100 %